# Masdenverge
Masdenverge è un comune spagnolo di 1 133 abitanti situato nella comunità autonoma della Catalogna.